# Systemische Therapie (somatische Medizin)
Der Begriff systemische Therapie bezeichnet in der somatischen Medizin die Behandlung des gesamten Organismus zur Bekämpfung einer Erkrankung, wobei die Wirkung eines Medikaments den gesamten Organismus oder Körper betrifft. Dazu gehören nicht nur das Anwenden von Medikamenten, sondern auch Therapien wie z. B. Ernährungstherapie oder Physiotherapie. Im Gegensatz hierzu wird die Behandlung am Ort der Erkrankung (topische Anwendung) Lokaltherapie genannt.
Der Begriff wird dort angewendet, wo therapeutische Maßnahmen den Gesamtorganismus betreffen. Dies kann die enterale oder parenterale Zufuhr von Arzneimitteln sein (Tabletten, Infusionen), aber auch diätetische Behandlung, Anwendung physikalisch-therapeutischer Maßnahmen oder naturheilkundliche Anwendungen wie die Klimatherapie.
In der Psychotherapie bezeichnet der Begriff Systemische Therapie ein eigenständiges Therapiekonzept. Systemische Therapie (teils auch Systemische Psychiatrie, Systemische Familientherapie oder Systemische Psychotherapie) ist ein psychotherapeutisches Verfahren, dessen Schwerpunkt auf dem sozialen Kontext psychischer Störungen, insbesondere auf Interaktionen zwischen Mitgliedern der Familie und deren sozialer Umwelt liegt.

## Beispiele
Genitalmykosen (wie die Vaginale Pilzinfektion) werden in der Regel mit Antimykotika behandelt. Grundsätzlich ist sowohl eine lokale als auch eine systemische antimykotische Therapie möglich.
Die Einführung von Angiogeneseinhibitoren hat die systemische Therapie des metastasierten Nierenzellkarzinoms nachhaltig gewandelt.
Die generalisierte eitrige Bauchfellentzündung bedarf der operativen Behandlung mittels ggf. mehrfacher Laparotomie und Ausräumung von Eiterherden, zugleich erfolgt die systemische Therapie mittels Antibiotika.
Der Prostatakrebs wird – je nach Ausdehnung – lokal mittels transurethraler Resektion oder Prostatektomie (Entfernung der Prostata) behandelt, als systemische Therapie kommen antiandrogene Substanzen zur Anwendung. Analoge Behandlungskonzepte existieren bei vielen bösartigen Erkrankungen wie dem Brustkrebs oder dem Eierstockkrebs.
Viele Erkrankungen (Diabetes mellitus, Arterielle Hypertonie etc.) können ausschließlich systemisch behandelt werden, da sie systemische Erkrankungen und somit einer lokalen Therapie nicht zugänglich sind.